# Cathorops steindachneri
Cathorops steindachneri es una especie de pez de la familia Ariidae en el orden de los Siluriformes.

## Morfología
• Los machos pueden llegar alcanzar los 36 cm de longitud total.

## Distribución geográfica
Se encuentra en los río y estuarios de la vertiente  pacífico de Centroamérica, desde Guatemala, hasta Panamá.